# أبطال خارقون (فلم)
أبطال خارقون أو الخارقون (بالإنجليزية: The Incredibles) هو فيلم أمريكي للرسوم المتحركة للأبطال الخارقين بالكمبيوتر عام 2004 أنتجته استوديوهات بيكسار للرسوم المتحركة وتم إصداره بواسطة والت ديزني بيكتشرز. من تأليف وإخراج براد بيرد، يقوم ببطولته أصوات كريج تي نيلسون وهولي هانتر وسارة فويل وسبنسر فوكس وجيسون لي وصمويل إل جاكسون وإليزابيث بينيا. تدور أحداث الفيلم في نسخة خيالية من الستينيات، يتبع الفيلم بوب وهيلين بار، وهما اثنان من الأبطال الخارقين، والمعروفين باسم السيد إنكريديبل وإيلاستيجيرل، الذين يخفون سلطاتهم وفقًا لتفويض من الحكومة، ومحاولة عيش حياة هادئة في الضواحي مع أطفالهم الثلاثة. رغبة «بوب» في مساعدة الناس تجتذب العائلة بأكملها إلى مواجهة مع معجب انتقامي تحول إلى عدو.
طور بيرد، الذي كان أول مخرج خارجي لبيكسار، الفيلم كامتداد للكتب المصورة وأفلام التجسس في الستينيات من طفولته وحياته العائلية الشخصية. نصب الفيلم لشركة بيكسار بعد وارنر بروذرز. ' خيبة أمل شباك التذاكر من فيلمه الأول، العملاق الحديدي (1999)، وحمل الكثير من موظفيه لتطوير الخارقون. تم تكليف فريق الرسوم المتحركة بتحريك طاقم من البشر بالكامل، الأمر الذي تطلب إنشاء تقنية جديدة لتحريك التشريح البشري المفصل والملابس والجلد والشعر الواقعي. قام مايكل جياشينو بتأليف مقطوعة أوركسترا الفيلم.
ظهر الفيلم لأول مرة في مسرح الكابيتان في 24 أكتوبر 2004، وتم إصداره في المسارح في الولايات المتحدة في 5 نوفمبر. وحصل على 632 مليون دولار في جميع أنحاء العالم، حيث أنهى مسيرته المسرحية باعتباره رابع أعلى فيلم في عام 2004. تلقى الفيلم استحسان النقاد والجماهير، وغالبًا ما يُعتبر أحد أعظم أفلام الأبطال الخارقين في كل العصور. فاز بجائزتي أوسكار وجائزة آني لأفضل فيلم رسوم متحركة. كان أول فيلم رسوم متحركة بالكامل يفوز بجائزة هيوغو المرموقة لأفضل عرض درامي.و تم إصدار تكملة له في يونيو 2018.

## القصة
ينقلب الرأي العام على الأبطال الخارقين بسبب الأضرار الجانبية الناجمة عن قتالهم الإجرامي. بعد عدة دعاوى قضائية، شرعت الحكومة في برنامج إعادة توطين الأبطال الخارقين، والذي يجبر «الأبطال الخارقين» على التمسك الدائم بهوياتهم السرية والتخلي عن مآثرهم. بعد خمسة عشر عامًا، أصبح بوب وهيلين بار - المعروف سابقًا باسم السيد إنكريديبل وإيلاستيغيرل - وأطفالهما، فيوليت وداش والطفل جاك جاك، عائلة من الضواحي تعيش في ميتروفيل. على الرغم من أنه يحب عائلته، إلا أن بوب يستاء من دنيوية أسلوب حياته في الضواحي وعمله كمسؤول تأمين. جنبًا إلى جنب مع أفضل أصدقائه، لوسيوس بيست، المعروف سابقًا باسم فروزون، يستعيد بوب أحيانًا «أيام المجد» من خلال العمل الإضافي كحارس أهلية. في أحد الأيام، بعد أن منعه مشرفه، جيلبرت هوف، من إيقاف السرقة، فقد بوب أعصابه وأصابه، مما أدى إلى طرد بوب. عند عودته إلى المنزل، تلقى بوب رسالة من امرأة تُدعى ميراج، تكلفه بمهمة مدفوعة لتدمير روبوت متوحش يشبه الحامل ثلاثي القوائم، وهو اومنيدرويد، في جزيرة نومانيسان النائية. يقاتل بوب ويعطلها عن طريق خداعها لتمزيق مصدر قوتها. يجد بوب أن الحركة والأجور الأعلى تجدد شبابها. يحسن علاقته مع عائلته ويبدأ تدريبًا بدنيًا صارمًا لاستعادة لياقته أثناء انتظار مهمة أخرى من ميراج خلال الشهرين المقبلين. بعد العثور على تمزق في بدلته الخارقة، قام بزيارة مصممة أزياء الأبطال الخارقين ليدنا مود لإصلاحها. بافتراض أن هيلين تعرف ما يفعله بوب، تصنع إدنا أيضًا بدلات جديدة لبوب وبقية أفراد عائلته. ينطلق بوب من أجل نومانيسان مرة أخرى، ويكتشف أن ميراج تعمل لصالح بادي باين، وهو معجب سابق ساخط كان قد رفضه باعتباره صديقه الطموح، إنكريديبوي. أصبح بادي الآن مخترعًا لا يرحم وتاجر أسلحة ثريًا. بعد أن تبنى متلازمة الاسم المستعار، كان يتقن أومنيدرويد من خلال توظيف أبطال خارقين مختلفين لمحاربته، وقتلهم في هذه العملية.
ينوي المتلازمة إرسال أومنيدرويد المثالي إلى ميتروفيل، حيث سيتلاعب سرًا بضوابطه لهزيمته في الأماكن العامة، ليصبح «بطلًا» هو نفسه. ثم يخطط لبيع اختراعاته، عازمًا على امتلاك عدد لا يحصى من الأفراد ذوي القوى الخارقة القائمة على التكنولوجيا. تزور هيلين إدنا وتعرف على ما ينوي بوب فعله. تقوم بتنشيط منارة ايدنا المدمجة في البدلات للعثور على بوب، مما تسبب عن غير قصد في القبض عليه أثناء التسلل إلى قاعدة المتلازمة. هيلين تستعير طائرة خاصة للسفر إلى نومانيسان. تكتشف أن فيوليت وداش قد اختبأوا، تاركين جاك جاك مع جليسة الأطفال كاري. تلتقط متلازمة هيلين البث اللاسلكي، الذي يرسل صواريخ مضادة للطائرات لإسقاطها. تحطمت الطائرة، لكن هيلين والأطفال ينجون ويستخدمون قوتهم للوصول إلى الجزيرة. تتسلل هيلين إلى القاعدة وتكتشف مخطط المتلازمة. استاءت ميراج من لامبالاة متلازمة متلازمة داون عندما تعرضت حياتها للتهديد، وأطلقت سراح بوب وأخبرته ببقاء عائلته. تصل هيلين وتسابق مع بوب للعثور على أطفالها. يطارد حراس متلازمة داش وفيوليت، اللذان يصدانهما بسلطاتهما قبل لم شملهما مع والديهما. متلازمة تلتقط الأسرة، وتركهم في السجن بينما يتابع الصاروخ الذي ينقل أومنيدرويد إلى ميتروفيل. هرب الزوجان إلى ميتروفيل بصاروخ آخر بمساعدة ميراج. نظرًا لذكائه الاصطناعي المتقدم، يتعرف أومنيدرويد على المتلازمة باعتبارها تهديدًا لنفسه ويطلق جهاز التحكم عن بعد على معصم سيندروم، مما يجعله غير قادر على التحكم فيه وفقده للوعي.
يحارب بارز ولوسيوس أومنيدرويد معًا. تحصل هيلين على جهاز التحكم عن بعد، مما يسمح لبوب باستخدام أحد مخالب الروبوت لتدمير مصدر طاقته. عند العودة إلى المنزل، يجد بارس متلازمة، الذي يخطط لاختطاف جاك جاك وتربيته ليكون صديقه الخاص بدافع الانتقام. بينما تحلق المتلازمة نحو طائرته، تظهر قوى جاك جاك الخارقة المتغيرة الشكل ويهرب من متلازمة في الجو. أمسكت هيلين بجاك جاك، وألقى بوب سيارته على طائرة متلازمة أثناء صعوده إليها. يتم امتصاص المتلازمة في التوربينات النفاثة بواسطة رأسه الخاص وتنفجر الطائرة، ويدمر الحطام منزل باررس. بعد ثلاثة أشهر، شهد الآباء وصول الشرير الخارق. إنهم يرتدون أقنعة الأبطال الخارقين، وهم على استعداد لمواجهة التهديد الجديد معًا كعائلة

## الشخصيات
- صبحي شبار (Bob Parr بوب بار)/البطل الخارق (Mr. Incredible مستر إنكريديبل)
  - مؤدي الصوت: كريغ تي. نيلسون
  - المدبلج المصري: خالد الصاوي
  - المدبلج اللبناني: بلال بشتاوي
- صواقع (Lucius Best لوشيوس بست)/ثلجاوي (Frozone فروزون)
  - مؤدي الصوت: صامويل جاكسون
  - المدبلج المصري: فراس سعيد
  - المدبلج اللبناني: فادي الرفاعي
- مهووس (Syndrome سيندروم)
  - مؤدي الصوت: جيسون لي
  - المدبلج المصري: إبراهيم غريب
  - المدبلج اللبناني: عبدو حكيم
- الحفار (The Underminer ذي أندرماينر)
  - مؤدي الصوت: جون راتزنبرجر
  - المدبلج المصري: زايد فؤاد
  - المدبلج اللبناني: إسماعيل نعنوع
- دانا (Edna Mode إدنا مود)
  - مؤدي الصوت: براد بيرد
  - المدبلجة المصرية: ثريا إبراهيم
  - المدبلجة اللبنانية: ريم صعيدي

## أصوات النسخة العربية الفصحى
- بلال بشتاوي - بوب بار[1]
- إيمان بيطار - هيلين بار
- عبدو حكيم - سيندروم
- رنا الرفاعي
- فادي الرفاعي - لوشيوس
- محمد كعكاتي - داش
- جيهان الملا - ميراج
- جورج دياب - غيلبيرت
- شربل أيوب - بيرني كرون
- حسن مهدي
- إسماعيل نعنوع - ريك، الحفار
- رنا الرفاعي
- ريتشارد ياني
- جورج أبو سلبي
- ندى الحاج

## الجوائز
حصل الفيلم على جائزة الأوسكارلأفضل فيلم صور متحركة عام 2004.

## وصلات خارجية
- الموقع الرسمي
- مقالات تستعمل روابط فنية بلا صلة مع ويكي بيانات

| سبقه البحث عن نيمو | أوسكار - أفضل فيلم صور متحركة 2004 | تبعه والاس وجروميت: لعنة الأرنب المستذئب |